# 리쿠젠국

리쿠젠 국

리쿠젠국(일본어: 陸前国)는 일본의 옛 구니이다. 현재의 미야기현 대부분과 이와테현 일부에 해당된다.
1868년 12월 7일에 무쓰국을 나누어 설치하였다. 1872년의 인구조사에 의하면, 53만 4609명이었다.

## 같이 보기
- 산리쿠